# 阿兰·扎莱夫斯基
阿兰·扎莱夫斯基（英語：Aran Zalewski，1991年3月21日—），澳大利亚男子曲棍球运动员，2014年英联邦运动会男子金牌得主、2018年英联邦运动会男子金牌得主、2020年夏季奥林匹克运动会男子银牌得主、2022年英联邦运动会男子金牌得主。